# Stadsgezicht

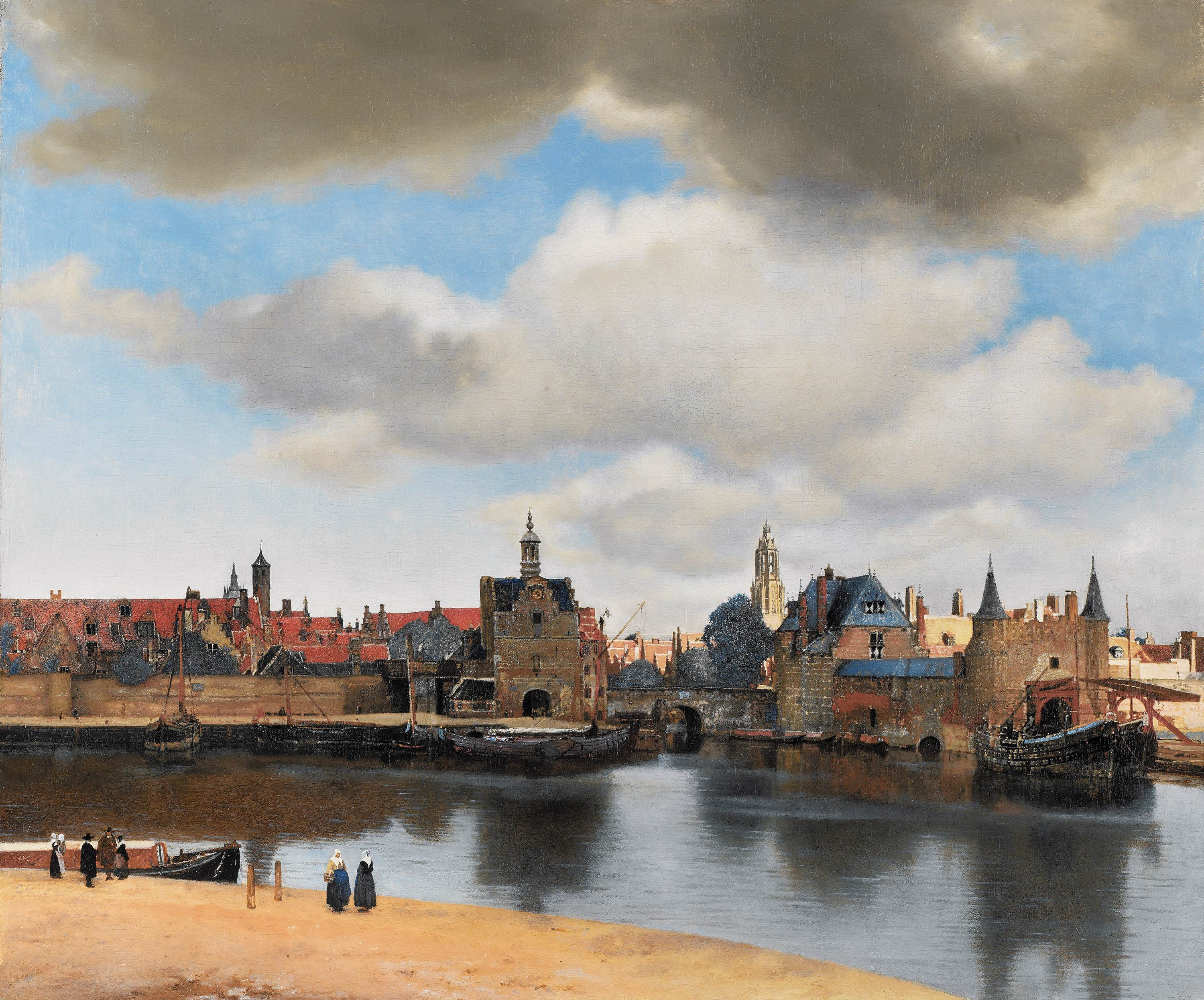
Gezicht op Delft van Johannes Vermeer

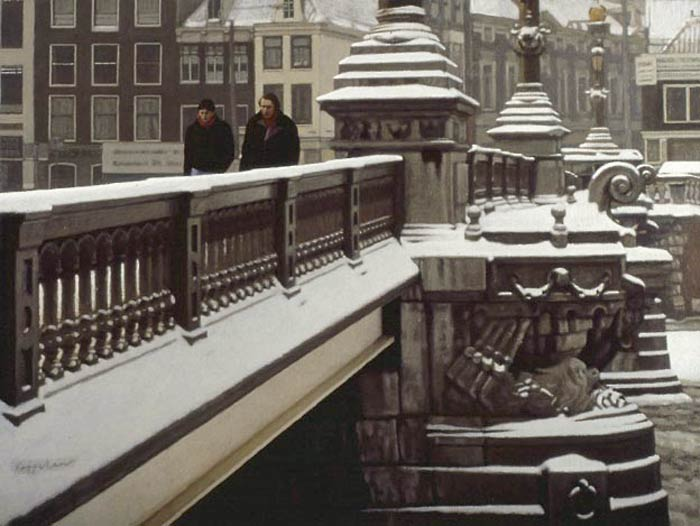
Besneeuwde Blauwbrug 1991 van Frans Koppelaar

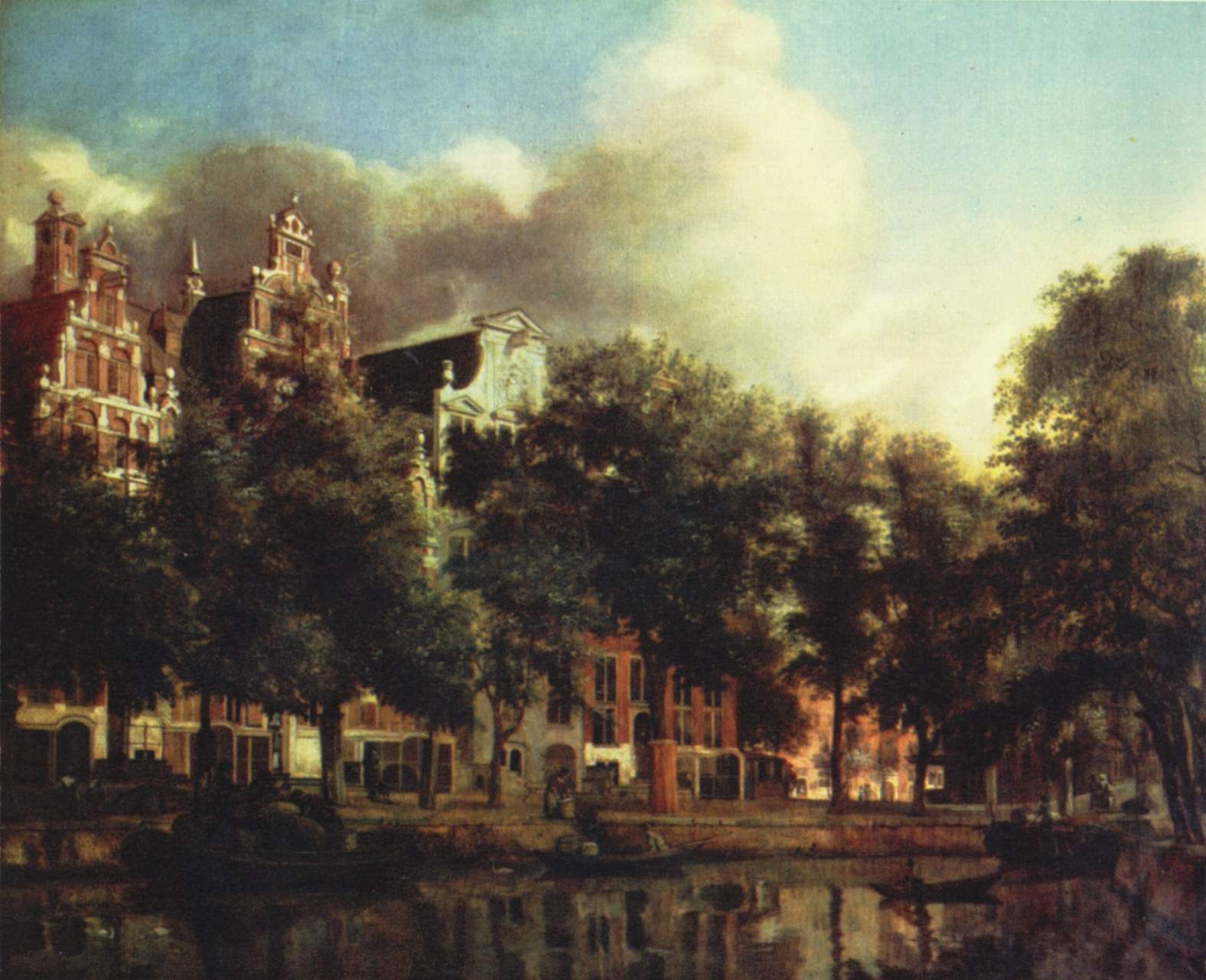
Gracht in Amsterdam, Jan van der Heyden

Een stadsgezicht is het uitzicht op een stad. Daarbij is het een afbeelding waarin een (deel van een) stad centraal staat.

## Het stadsgezicht als genre
De term stadsgezicht als aanduiding van een genre in de schilderkunst ontstond pas rond 1800. Daarvoor werden termen gebruikt als konterfeitsel, wat eigenlijk portret betekent, of simpelweg afbeelding. Ook de term landschap werd wel gebruikt, zeker in die gevallen waarbij de stad van afstand werd weergegeven en andere onderdelen van het schilderij leek te domineren zoals het geval is bij "Gezicht op Haarlem" van Jacob van Ruisdael. In gevallen waarbij de stad van naderbij werd afgebeeld sprak men van perspectief, doorzicht of straatje (Straatje van Vermeer). Tot halverwege de 17e eeuw kwam het genre als specialisme weinig voor. Bekender waren genres als historiestukken, landschappen en stillevens.
Schilders van stadsgezichten gingen overigens niet altijd nauwkeurig om met de werkelijkheid. Soms werden gevels compleet gefantaseerd of mooier gemaakt dan ze waren, of kwamen er elementen in voor die niet met de werkelijkheid strookten. Een bekend voorbeeld is dat van een schilderij van Jan van der Heyden van een Amsterdamse gracht met op de achtergrond de toren van de kerk van Veere. Anderzijds zijn er ook zeer gedetailleerde en waarheidsgetrouwe afbeeldingen, zoals De bocht van de Herengracht van Gerrit Berckheyde.

## Ontwikkeling
Uit de eerste eeuw na Chr. stamt een fresco in het badhuis van Trajanus te Rome dat een stad weergeeft in vogelvluchtperspectief. In de middeleeuwen verschijnt het stadsgezicht als achtergrond voor Bijbelse taferelen en portretten.
Van de 16e tot en met de 18e eeuw werden talrijke kopergravures en etsen vervaardigd van steden. De functie van deze prenten was een plattegrondachtig overzicht te bieden. Halverwege de 17e eeuw ontstond het stadsgezicht als zelfstandig genre in de schilderkunst. Een bekend stadsgezicht is Gezicht op Delft van Johannes Vermeer. Ook steden als Haarlem, Amsterdam, Den Haag en Dordrecht waren onderwerpen voor schilders.
In navolging van het Nederlandse voorbeeld gingen ook schilders in andere West-Europese landen (Engeland, Frankrijk, Duitsland) zich op het genre toeleggen, waarbij de kunstenaars elkaar wederzijds beïnvloedden.
Een bijzondere bloei beleefde het stadsgezicht in de achttiende eeuw in Venetië (Canaletto, Francesco Guardi).

Eind 19e eeuw richten de impressionisten zich meer op de sfeer en dynamiek van het alledaagse leven in de stad en werden ook industriële gebieden, bouwputten en spoorwegemplacementen onderwerp voor het stadsgezicht. In deze periode werkte ook Breitner in het genre.

Tijdens de 20e eeuw richt de belangstelling zich op abstracte en conceptuele kunst, hierdoor neemt de productie van stadsgezichten af.
Een heropleving van de figuratieve schilderkunst tegen het einde van de 20e eeuw brengt een herwaardering van het stadsgezicht met zich mee. Bekende hedendaagse Nederlandse schilders van het stadsgezicht zijn Peter Smit, Frans Koppelaar, Stef Verbraeken en Joop Stierhout.

## Kunstenaars

### Schilders van stadsgezichten
| - Canaletto - Johannes Vermeer - Jan van Goyen - Gerrit Berckheyde - Alfred Sisley - Camille Pissarro - Frans Vervloet - François Stroobant - Jacques Carabain - François-Joseph Boulanger | - James McNeill Whistler - Paul Signac - Joseph Teixeira de Mattos - Isaac Israëls - George Hendrik Breitner - François Bossuet - Gustave Walckiers - Jan-Michiel Ruyten - Jean Baptiste Van Moer - Johan Hendrik van Mastenbroek |

### Fotografen van stadsgezichten
- Johannes Leendert Scherpenisse

## Beschermd stadsgezicht

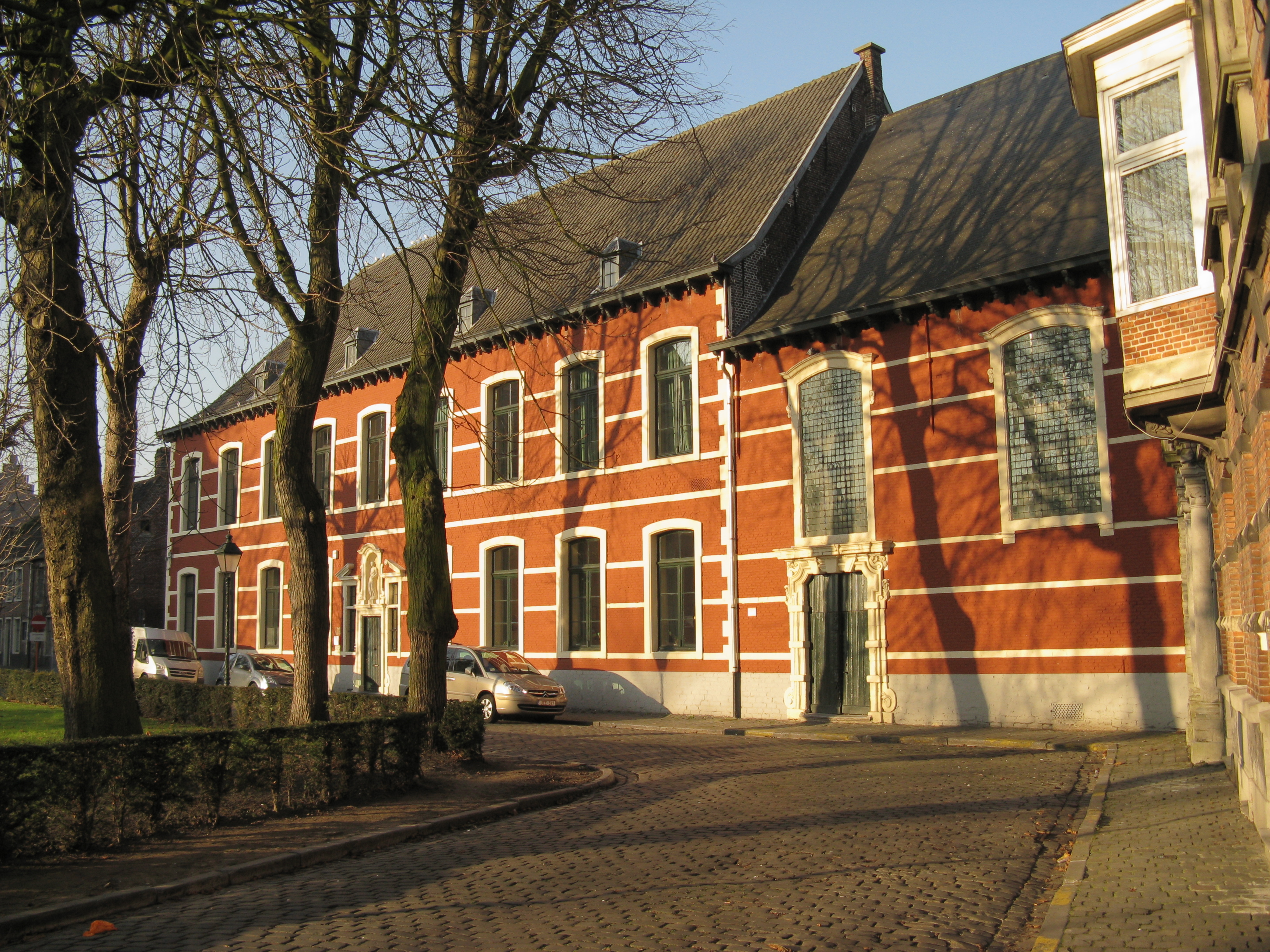
Groot Begijnhof Sint-Elisabeth

Een tweede betekenis van de term stadsgezicht in Nederland is ontstaan in het begrip beschermd stadsgezicht. Het benoemen van pittoreske en/of historische delen van steden tot beschermd stadsgezicht dient ter bescherming van het historische stadsbeeld en de stedenbouwkundige structuur. Hiervoor geldt een speciaal bestemmingsplan, dat wordt bijgehouden in het Monumentenregister.